# Synchiropus rubrovinctus
Synchiropus rubrovinctus és una espècie de peix de la família dels cal·lionímids i de l'ordre dels perciformes.

## Morfologia
- Els mascles poden assolir 2,4 cm de longitud total[1] i les femelles 2,15.[2]

## Hàbitat
És un peix marí, de clima subtropical i demersal que viu entre 1-79 m de fondària.

## Distribució geogràfica
Es troba al Japó, Nova Caledònia i Hawaii.

## Observacions
És inofensiu per als humans.